# Elisabetta Pinotti
Elisabetta Pinotti nota anche come Bettina (XVIII secolo – XIX secolo) è stata un contralto italiana.
Eccelse nei ruoli in travesti e fu il primo Ottone nel 1817 nell'opera di Rossini Adelaide di Borgogna.
Cantò nelle stagioni 1807-1809 e 1810-1813 al Teatro San Carlo. All'inizio dell'Ottocento cantò in tutta Italia, soprattutto a Roma e Milano.